# Brunswick Station
Brunswick Station war eine vom United States Census Bureau ausgewiesene Siedlung (Census-designated place – CDP) in Cumberland County im US-Bundesstaat Maine. Das Gebiet liegt im südöstlichen Teil der Stadt (Town) Brunswick. Nach der Volkszählung aus dem Jahr 2010 hatte die Siedlung insgesamt 578 Einwohner gegenüber rund 1500 Einwohnern zum Zensus im Jahr 2000, was auf eine erhebliche Bevölkerungsschrumpfung hindeutet. Seit dem US-Census 2020 gehört die Siedlung zum Brunswick CDP und wird daher nicht mehr statistisch separat erfasst.

## Geographie
Das Gebiet liegt im südöstlichen Teil der Stadt Brunswick und grenzt direkt an die Naval Air Station Brunswick. Nach dem amerikanischen Vermessungsbüro beträgt die Fläche 9,8 km2, alles Land.